# Stine Fischer Christensen
Stine Fischer Christensen (født 1985) er en dansk skuespillerinde, som bl.a. har haft den kvindelige hovedrolle i De vilde svaner, hvor hun arbejdede sammen med Dronning Margrethe. Hun har vundet en Bodil og en Robert for "Bedste kvindelig birolle" i Efter brylluppet.
Hun er lillesøster til instruktøren Pernille Fischer Christensen.

## Filmografi
- Unge Andersen (2005 – Sofie
- Efter brylluppet (2006) – Anna Hannson (modtog Bodilprisen for bedste kvindelige birolle)
- Princess (2006) – Christina (stemme)
- Ekko (2007) – Angelique
- De vilde svaner (2009) – Elisa
- Smukke mennesker (2010) – Prostitueret
- Die Unsichtbare (2011) – Fine
- Underverden (2017)
- Charmøren (2018)
- Valhalla (2019)

### Tv-serier
- Livvagterne, afsnit 19 (2009) – Susan Andersen